# Дъскорезница
Дъскорезницата е съоръжение или работилница, цех за преработка на дървесина, където се разкрояват дървесни трупи. Получените изделия, които най-често имат стандартни размери в трите направления, се наричат дървени фасонирани материали в специализираната литература.